# Birongo
Birongo (en idioma yorubaː “Lugar o cosa oculta del sufrimiento”) es un poblado del estado de Miranda (Venezuela). Tiene por lema “Pueblo bello y lindo con sus ríos”. Una colectividad en cultura hispánica, de África y de América; en donde su integración es con respecto a sus tradiciones, como es el caso por la devoción al Niño Jesús de Birongo, junto con los Velorios Cruz de Mayo desde sus inicios en tiempos de la Colonización, y luego se integrarían los repique de los tambores traídos por los negros Africanos, que llegaron como esclavos, como una manifestación de rebeldía contra las injusticia y el yugo, en donde su único día libre por sus amos fueron los días en celebración de San Juan (Juan el Bautista), impuesto por la iglesia católica, y sus bailes también estaba acompañados por los cantos, en sí eran más que las burlas que podían hacerle los negros hacia sus amos, pero que luego se re indicaron como los tamboreros libres. 
Luego seguidamente vinieron ya como especie de identidad regional las Fulía y cuerdas, en donde bailan y cantan todos a Dios y a San Juan. Se trata de una tierra llena de magia y de Misticismo, y que Birongo se conoce a través de sus Brujos y Chamanes.
Birongo fue fundada por un adscrito por la misma partida de la población de Curiepe, en el año de 1721 por Juan del Rosario Blanco; en donde Birongo se consideró como unos de sus caseríos muy disperso, y fue registrada para en aquella época bajo la ortografía como “Birongo”, por lo que ya para el año de 1883 ya existían 32 casas con 160 habitantes, según por su primer registro del censo cuando el territorio nacional fuera “República de Estados Unidos de Venezuela”.

## Geografía

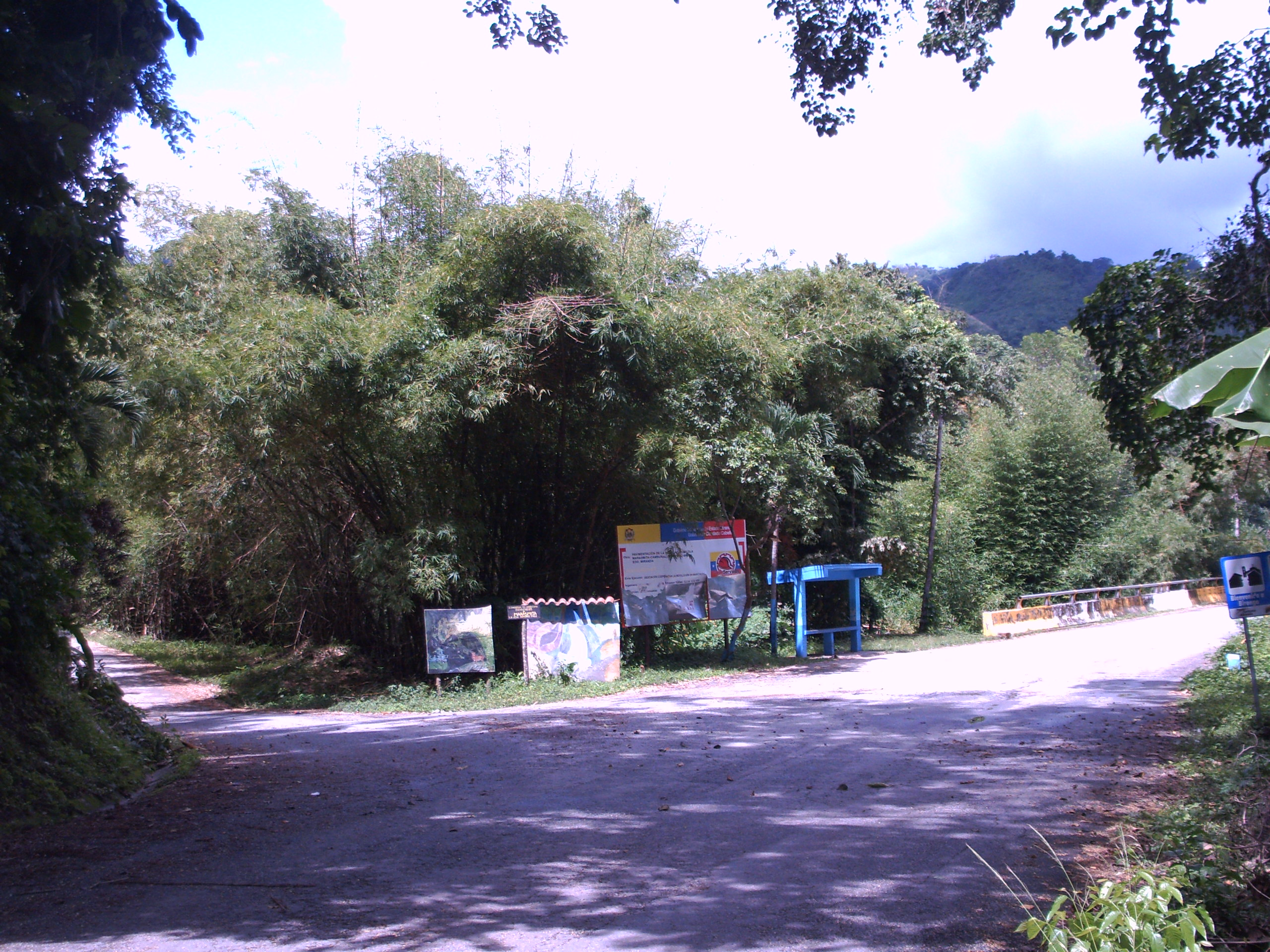
sector o Cumbe, Entrada hacia Marasmita

Birongo se localiza en Municipio Brión del estado venezolano de Miranda, exactamente entre los pueblos de Capaya y Curiepe, se ubica precisamente en una depresión cercana a la Cordillera de la Costa, la cual es una cordillera localizada al norte de Venezuela Venezuela. Su relieve geográfico se caracteriza por unas series de valles y laderas muy pequeñas distribuidas en quebradas, ríos y manantiales de aguas entre sus cerros y montañas, además de estar llenas de rocas calizas (Karst), por lo que en resumen viene siendo como una especie de serranía baja anexa al litoral central, pero del lado hacia las Llanura de Barlovento.
El poblado es conocidos por sus cultivos que son en consecuencia del clima predominantemente lluvioso y húmedo a pesar de las sequías que también la caracterizan en otras partes del año, así gracias a ello consta de mucha vegetación y esto da mucha facilidad para la producción agrícola la cual da lugar diferentes cultivos tales son: las hojas del tabaco, millo, caraotas, maíz, aguacate (Persea americana), plátanos, cambur y el principal rublo por identidad de la zona, el cacao (Theobroma cacao]])
El valle de Birongo se convertiría en un solo Cumbe, que se distribuyó por sectores en donde se cultiva el mejor Cacao del mundo, después de los de Chuao en el estado Aragua.

## Piratería

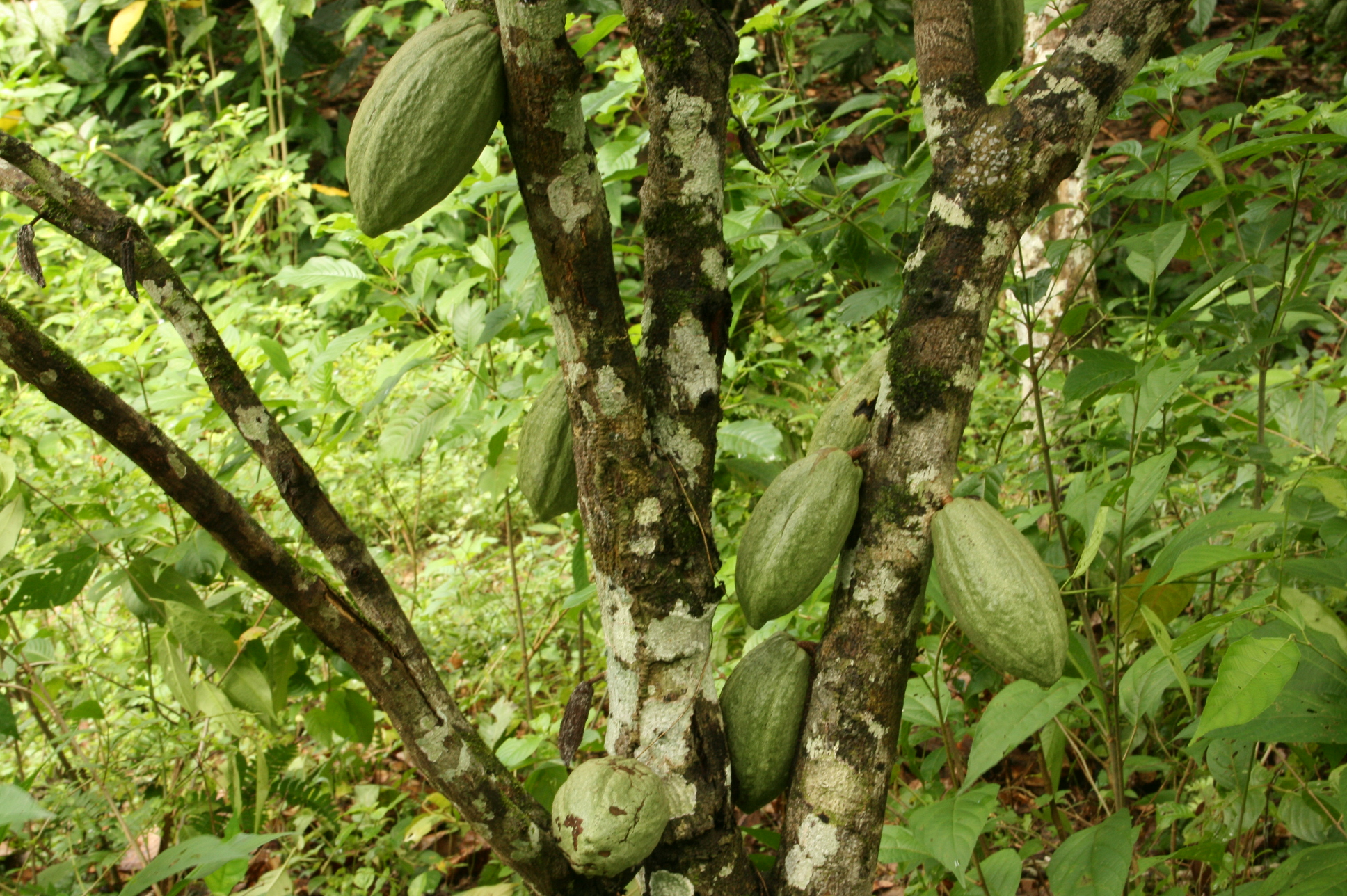
Theobroma cacao, Cultivo de Cacao en las Cumbes de Birongo

Se trataba en que algunos propietarios de las Hacienda de Cacao de la zona, evadían muchos de los impuestos implantados por las autoridades de la Real Española, así que para obtener mayores ganancias tuvieron la suspicacia en contrabandear cacao con las Balandra holandesas, desde el cabo de  Higuerote.
Pero que en verdad luego se descubre que quienes tenían el poder del Contrabando del cacao, fuera nada más y nada menos que Doña Catalina Blanco de Villegas.
Una mujer con un gran poder económico durante en los tiempos de la colonia, viuda del militar hacendado Don Alejandro Villegas, quien sería luego propietaria de la Hacienda de las plantaciones de Cacao de Villegas, así que Doña Catalina mantenía pugnas y diferencia contra la fundación del pueblo de Curiepe, con Juan del Rosario Blanco su fundador, por lo que ella muchas veces en venganza mandaba a quemar o a incendiar al pueblo de Curiepe hasta unas seis veces.
Lo más curioso de todo esto es que los orígenes de las familias los del Clan los Peña, fueron blancos españoles contrabandistas canoeros, quienes hacían los mandados y viajes, en servicio para los grandes hacendados de las plantaciones, así que estos mantenían el Contrabando del Cacao desde Birongo, pasando por Curiepe y finalmente hacia el cabo de Higuerote, por las márgenes del río, quienes también aprovecharon en tener sus propias guaridas dentro de esta Cumbe como comerciantes del cacao, exactamente en el sector lo que se conoce como en Pueblo Nuevo, en donde se establecieron a la final, y con certeza no se tiene investigación e información si ellos llegaron a esclavizar dentro del valle, pero que también se mezclaron o se aparearon junto con los del Clan Verdú y con los amerindiosde la zona, por lo que sus descendientes se dedicaron a los trabajos agrícolas y en recompensa a la difusión cultural del poblado.

## Sectores de la Cumbe
Lo particular es con respecto a sus viviendas primero antes que nada, en donde según obedecen a una estrategia privilegiada por la aritmética del relieve del valle; ahora por lo que respecta a que todavía se pueden notar casas localizadas sobre pequeñas simas, en donde alegan que en épocas de las crecidas de los ríos, no los alcances, y también por ende cuando en la época de los depredadores en venganza y atacantes colonizadores, no pudieran atacarlos ni emboscarlos; pero todas a excepción a un sector muy bien conocido llamado como la “Placita”.
Entre los sectores más conocidos que cuenta el poblado de Birongo, fueron definidos y distribuidos ya con los inicios del Siglo XIX, dando origen a:
Birongo Arriba
- Los Quintana
- Pardillar
- La Capilla
- Chaguaramos
- Los García

Birongo Abajo
- La Placita
- Pueblo Nuevo
- Las Mercedes
- Vista Hermosa

Oeste de Birongo
- Guayabal
- Marasmita
- Salsal
- Cambural

## Historia por Sectores
Cabe destacar algunos hechos ocurridos durante los sectores mencionados anteriormente, como un Historial propio del pueblo de Birongo. 
- La Placita

Por ejemplo en la Placita llegó para el año de 1935, el primer vehículo a motor que llegó a Birongo, este acontecimiento fue lograda por Rafael Curvelo, que a raíz de una pericia realizada por él, cuando aprovecharía para en aquellos años un verano muy prolongado, en donde por los lados de río arriba, cruzaría el lecho cuando esta se encontraba totalmente seco; en donde todo aquello culminaría con su llegada en un recibimiento apenas cuando había apenas unas ocho viviendas, por lo que aquellas familias fueron los González, Sojo, Longa, Suárez, Ascanio, Mota, García, Lovera y los Quintana, fueron quienes le dieron aquella bienvenida y sobre todo de admiración.  
- Pueblo Nuevo

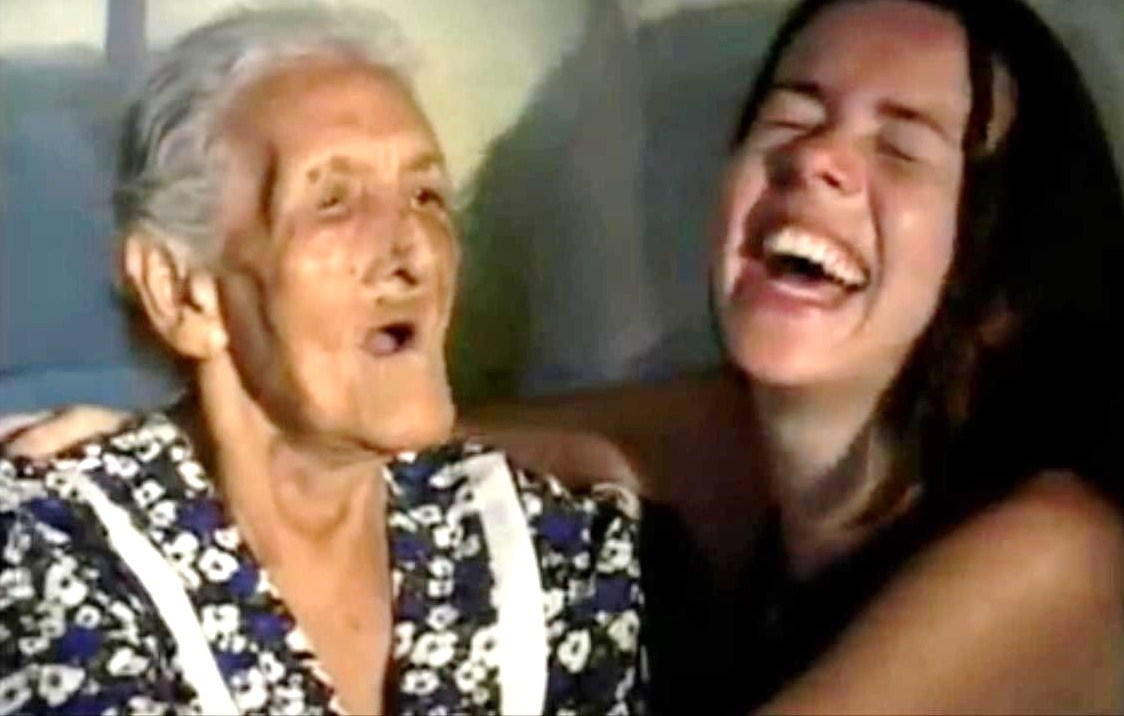
La Madre de Marcelino Peña, Catalina Peña de Pueblo Nuevo, quien vivió hasta los 115 años de edad

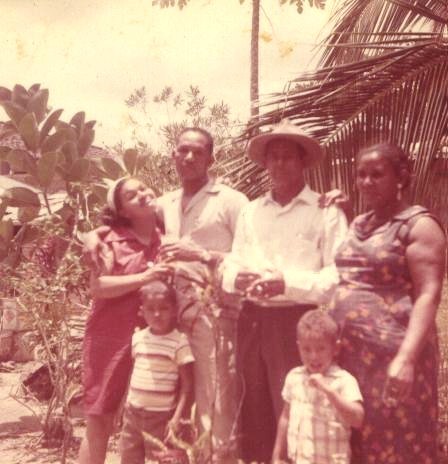
Asentamiento o Cumbe de Pueblo Nuevo, miembros del Clan los Peña (Marcelino Peña al lado de su cónyuge Eustasia Verdú, del lado derecho

Se caracterizó por sus manifestaciones socioculturales. Allí aconteció la primera casa construida con techo de zinc para el año de 1951 y su propietario fue Patricio Longa.
En 1956 el comerciante Severiano Flores, recibe en su negocio la primera lámpara de gasolina y que para eses mismo año llega a la casa de Marcelino Peña el primer Motor eléctrico de alumbrado público para la comunidad, por lo que su hogar sirvió de estación o planta eléctrica por algún tiempo. Marcelino Marcelino quien fuera el Descubridor de la Cueva “La Tapa de Cambural” con tan solo cuando tenía 17 años, acontecimiento en fecha para el año de 1934, cuando vivía con su mamá Catalina Peña en el sector de Pueblo Nuevo.
En 1963 realizaron la primera fiesta de Navidad infantil; que luego se tornaría como costumbre y por tradición celebrándose cada año continuo todos los 25 y 26 de diciembre, con relación o en comparación con la fiesta del Niño Jesús de Birongo. El mismo año los hermanos Peña fundan el primer Club social y deportivo, en donde la misma familia son sus propietarios.
En 1970 se construye la primera plaza Bolívar, a la vez que se realiza el asfaltado a sus calles y se construye el primer estanque para el almacenamiento del agua que surtiría al sector en Pueblo Nuevo. Esta obra al principio habría sido destinada al sector de La Capilla, aunque no se pudo construir allí porque sus pobladores rehusaron seguir cediendo terrenos para tales obras.
En 1992 se realiza la primera reunión vecinal en la casa de Raúl Nieves, con la misión de llevar a una parroquia autónomas a los caseríos de Birongo, por lo que la solicitud fue revocada y negada, en donde Bartolomé García Moscoso fue él quien convocaría dicha reunión.
1940 se reconoce como fecha de la re indicación de las fiestas en honor a San Juan Bautista, celebrándose así todos los 24 de junio de cada año, tradición que consiste en bailes de tambor,  y que durante sus inicios también se celebraba con frecuencia con bailes de Joropo, Fulía y cuerdas.
- Guayabal

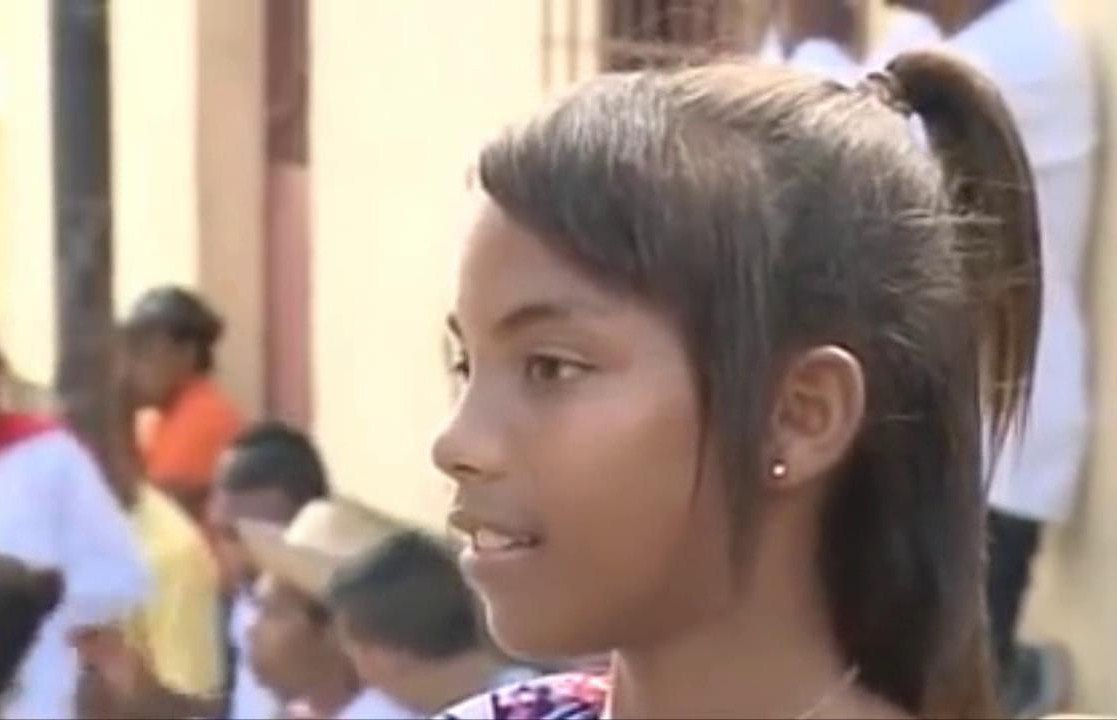
Sector o Cumbe en Guayabal, María Sojo integrante de las Estrellas de Birongo

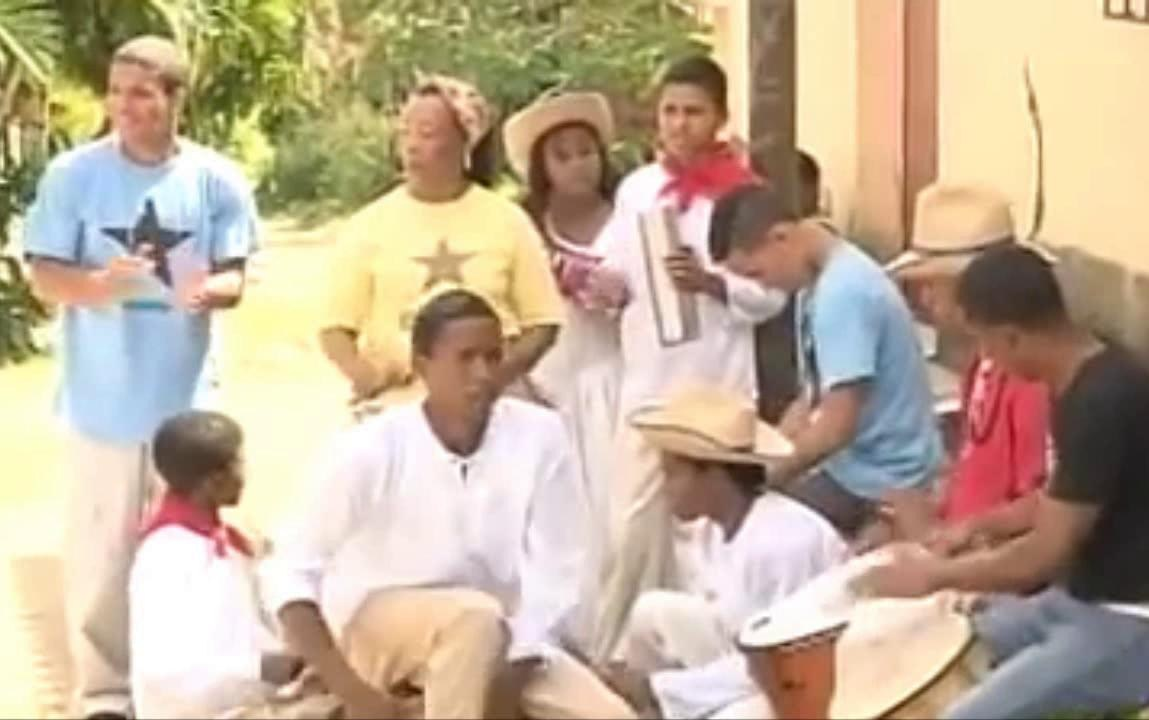
Sector Guayabal, Agrupación Estrellas de Birongo

1900, a principio del Siglo XX en el sector Guayabal habitaban solamente las familias Sojo y los Quintana, por lo que estos se encontraban en una pequeña loma en medio de una llanura y que solamente consistían en apenas unas cinco viviendas.
En Guayabal la Coordinadora de la agrupación las “Estrellas de Birongo” a la Sra. Mercedes Zamora, y a Yorman Castillo como su Director en la imagen.
En la gráfica izquierda María Sojo, descendiente del Clan los Sojo o los que se conocen como los Letrado, integrante de la agrupación “Estrellas de Birongo”  y es una de los aprendices por los instrumentos de cuerdas en Guayabal.
“Estrellas de Birongo” ubicados en el sector El Guayabal, en donde sus comienzos fueron por el Sr. Agustín Peña, en el año de 1974 en el Sector de Pueblo Nuevo.
- Marasmita

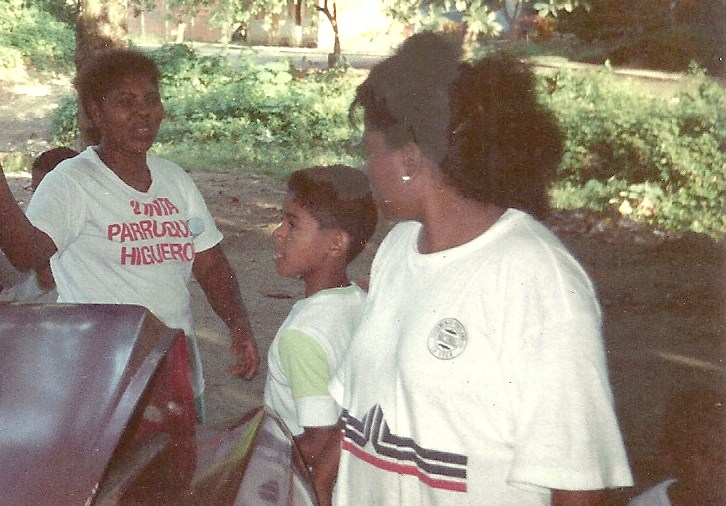
Clan Verdú, América y Lucila Verdú de Marasmita

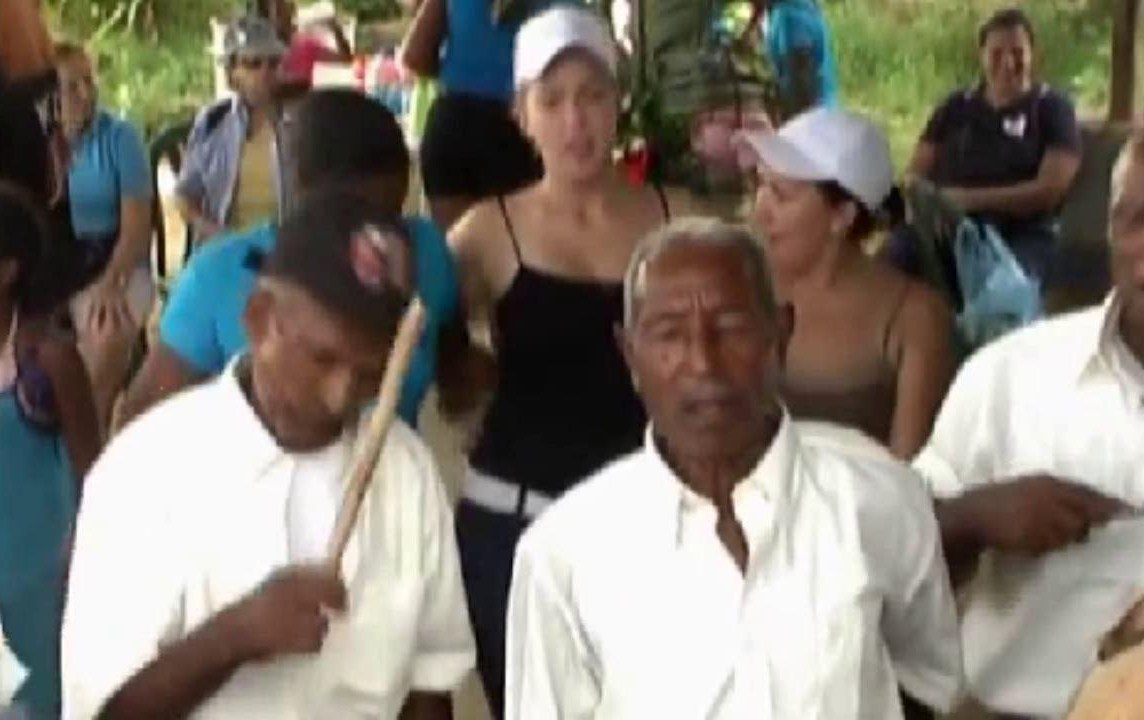
Fiesta de San Juan, Esteban Verdú de Marasmita

Clan los Verdú, unas de las familias muy numerosas y que según son considerados como los primeros pobladores del valle, quienes se ubicaron en el Sector de Marasmita, pero que luego llegaron después ocupando las tierras de los indígenas los Marasma,  y son de origen francés por sus colonos, en donde muy bien surgieron integrándose después con los demás.
Demostración de un baile de tambor en honor a San Juan Bautista, ahora desde el 23 hasta el 25 de junio de cada año, en la imagen derecha, donde podemos observar en el centro al Sr. Esteban Verdú.
- Los Quintanas

A finales del Siglo XIX en el sector Los Quintana, llega el primer Maestro que llega al poblado de Birongo y quien lo trae y lo contrata fue por Atanacio Sojo, al Maestro Marcelino Blhom, con el fin de darle educación a sus hijos con clases particulares, para que solamente aprendieran todos a leer y a escribir, y en donde más tarde también aprovecharía este beneficio por el mismo Jesús María Peña en Pueblo Nuevo; dando como consecuencia a que el resto de la población no podían tener acceso a este privilegio de enseñanza solamente para con los miembros del Clan familiar los Sojo y Los Peña, por lo que el resto fueron analfabetos para en aquel entonces.
- La Capilla

1929, se construyó en el sector La Capilla la primera Iglesia del pueblo; luego en 1959 se concedió un local para el emprendimiento del “Grupo Escolar Antonio Vaamonde”; y al año siguiente se construyó el dispensario “Andrés Eloy Blanco”.
En 1975 se construye la segunda plaza Bolívar para todo el pueblo de Birongo. 1981, se establece una cabina policial. 1982 se funda la Casa Comunal.
1992 se realiza la primera red telefónica para el pueblo, trámite que se venía haciendo desde hace unos doce años atrás. 
- Cambural

1950, Juan Zozaya adquiere unos terrenos en Hacienda por el sector de Cambural, por lo que originó más tarde y por iniciativa propia abrió senderos y brechas al principio, para luego convertirse en caminos para el comercio de la zona de los productos de las siembras en especial con el Cacao y del Aguacate, dando origen que para la década sucesivas de los ochenta, que a partir de 1980 se mejoraría por un lado una vía de comunicación en carretera de cemento hacia las adyacencia de La Tapa de Cambural (Cueva Alfredo Jahn), pero que solamente la vía llegara hasta el punto de las Dos Quebradas.

## Otros Acontecimientos de Interés
1940, se inicia el plan de Alfabetización ahora para con todo el pueblo de Birongo por el gobierno, en donde el joven el Cojo Rito improvisa de inmediato una Escuela bajo el método del “Libro Mantilla”, en donde gustosamente el matrimonio Teodoro Castillo junto con su esposa Catalina facilitaron su casa, por lo que se recuerda que ese privilegio de Educación era única y exclusivamente para con las familias de los hijos dueños de las haciendas de los cacaotales, durante la década del siglo XVIII; y que luego retomarían la idea con las familias Sojo y los peña, luego más tarde se unirían Los Quintana.
1936, se funda la Escuela N.º 11, por decreto oficial del gobierno a consecuencia sustituyendo al método anterior de enseñanza, por los inconvenientes en que los privilegiados de la educación se tornaron muy selectivos. En donde llega por primera vez al pueblo de Birongo la primera Maestra “Micaela de Liendo” quien provenía del poblado cercano de Curiepe, por lo que ella se quedaba en los distintos caseríos del sector de lunes a viernes, y que durante los fines de semana ella se regresaba hacia su pueblo de origen.
1940, a finales de año la Escuela N.º 11 es trasladada hacia la casa de Juan Onofre Peña; así luego funcionó otra escuela en Birongo arriba, en donde luego dejaría sus actividades en definitiva hasta el año de 1960, así luego surgiría la Escuela el Grupo Escolar “Antonio R. Vaamonde” y en donde funcionó hasta el año de 1987.

## Gastronomía
La comunidad Bironguera también es muy dada según por sus costumbres que venían desarrollándose desde sus primeros pobladores; estos elaboraban una diversidad de dulces Criollo, por lo que eran o son dulceros, o el gusto por el paladar hacia los dulces, como condición, llegando así hasta competir contra ellos mismos, a través de sus familias o clanes de los diferentes sectores, como lo son:
La Panela, Cafunga de Maíz, las Conservas de Coco, Bollo de Coco, Bollo de Manzano, Pan Cernido, Conserva de Batata, Conserva de Plátano, Gofio de Maíz Cariaco, Gofio de Casabe, Merengue de Plátano, Dulce de Plátano, Majarete de Maíz, Buñuelo de Yuca, Carato de Arroz, Mazamorra de Maíz Jojoto, Mazamorra de Maíz Pelao, Mazamorra de Plátano, Arroz con coco, Dulce de Martiníco, Arepas de Ajonjolí, Almidoncito, Cachapa de Olla y de Budare, Jaleas de Guayaba y de Mango.entre otros.

## Cuevas de Birongo

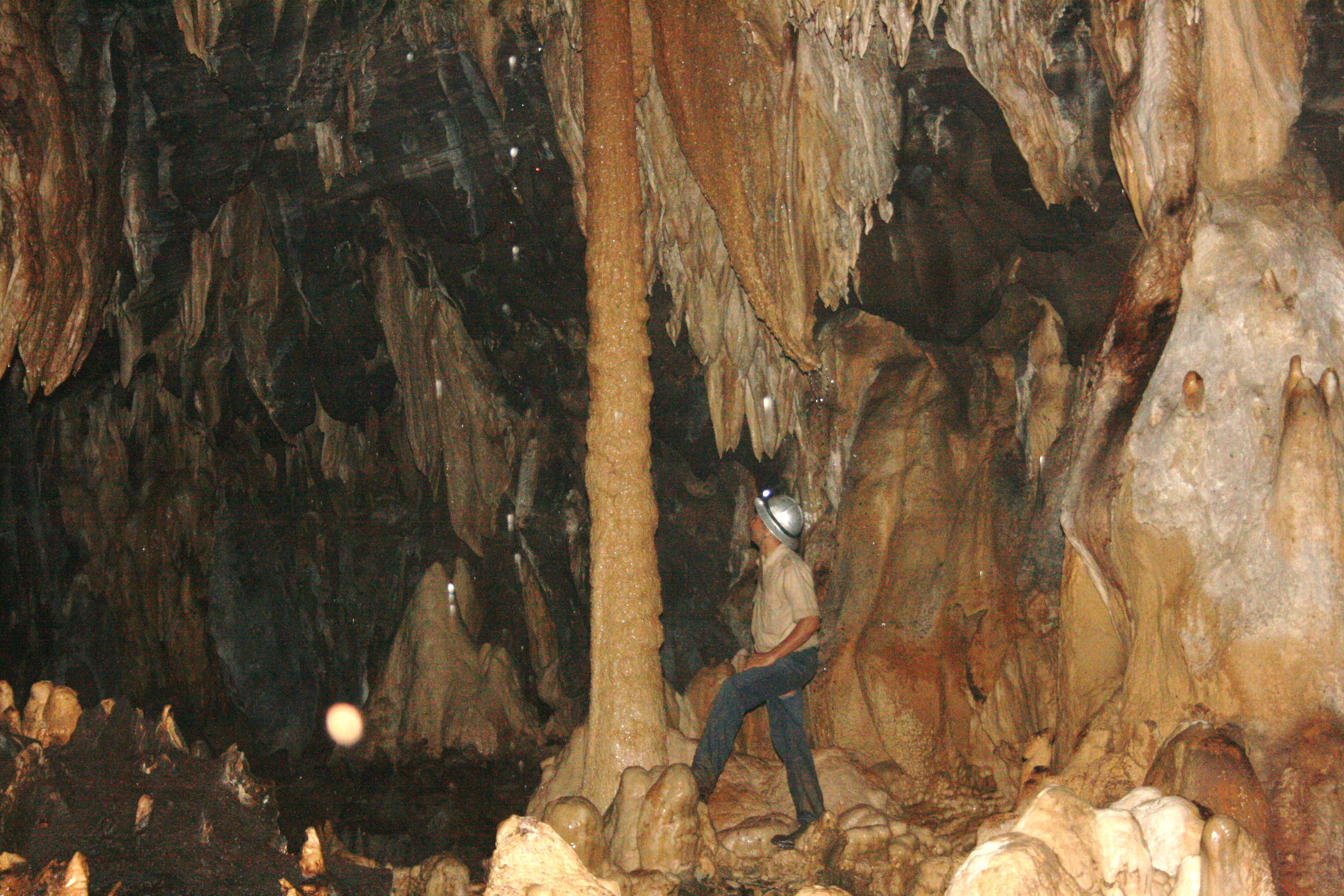
Investigador y Explorador Raúl Díaz Peña, en el salón del "Chaguaramo" en la cueva Alfredo Jahn (Tapa de Cambural), año de 1993

La mayoría de ellas se encuentran aún sin explorarlas, pero que hoy en día las ya conocidas gozan de un interés de aventuras para con los profesionales y aficionados practicantes de la Espeleología, de admirar las entrañas y bellezas naturales en atractivo turístico, y que verdaderamente hoy en día son de interés para con los científicos y turistas como lo son la Cueva Alfredo Jahn (Tapa de Cambural), Cueva Cruxent o Juan Rivas, y la Cueva Cajigal; mientras que las demás cuevas se encuentran sin descubrirse aún y el resto se refiere a las distintas Gruta.
La Cueva Alfredo Jahn (conocida por la zona como la Tapa de Cambural), es muy visitada y hasta bastante pintoresca por una formación natural que protagoniza, en donde en ella se encuentra y se localiza una extraña unión de una estalactita junto con una Estalagmita, dando origen a la ya famosa columna como lo es “El Chaguaramo” cuyo nombre fue bastante acertado y es el mismo nombre del Salón junto con sus diversas galerías y conductos subterráneos. El recordatorio de la historia en resumen en que su exploración total fue posible con éxito para con aquella época por los años de la década de los cincuenta, gracias a la guía y señalización por el mismo Marcelino Peña, en su condición para en aquel entonces cuando fuera Cazador Furtivo junto a sus perros de caza; así logró en llevar hacia la propia entrada principal de la gran caverna, descubierta por él mismo desde algunos atrás; junto con los espeleólogos el Dr. Eugenio de Bellard Pietri, Roberto Contreras y Pánfilo Arechederra, estos miembros de la Sociedad Venezolana de Ciencias Naturales, fueron quienes los que constataron al mismo Marcelino Peña, quien a su vez le diera alojamiento en su casa a estos cuando vivió en el sector de Pueblo Nuevo por el año de 1952.
Raúl Díaz Peña, explorador en Espeleología de las cuevas de Birongo desde 1992 hasta 1998, unos de los descendiente de la cumbe y es nieto de Marcelino Peña su descubridor, y que anteriormente le enseñaría técnicas de la disciplina como espeleólogo para el año de 1983, en la “Gruta El Castillo” en quebradas arriba de Marasmita, a la edad de 16 años.
En la fotografía podemos observar a su llegada hacia el salón y columna “El Chaguaramo” en la Tapa de Cambural, en compañía por los descendientes de los Zozaya, Argenis Verdú y “Concho Nieves” guía circunstancial del Dr. Eugenio de Bellard Pietri y Roberto Contreras. Incursión realizada con fines de Estudio e Investigación del 20 al 22 de febrero de 1993.

## Historia
Donde en épocas pasadas las canoas representaron un verdadero transporte contra el aislamiento con el resto de las demás poblaciones, así la Tripulación solamente fue representada por sus patrones o dueños y proveeros; por lo que tuvieron sus protagonistas y sus condiciones, dando origen con éxito a las prácticas comerciales hasta solamente cuando vendrían las consecuencias generando las caídas. 
El rubro de la siembra del Aguacate representó también en algún momento como otro factor económico de importancia, luego aparte del cultivo del cacao; y que tuvo como su antecesor con la cría del cochino anteriormente; y que así se generaría las nuevas actividad económica, por lo que luego hubo nuevos entusiasmos y movilidad socioeconómica, así que luego vinieron años de auge y años en declive. 
El pueblo de Birongo realizó un gran esfuerzo por la salud de sus pobladores, y en donde muchas de las mujeres realizaron una presencia muy decisiva para con la asistencia social, en la práctica de la Enfermería y hasta con el origen de las parteras, como aliadas en la vida de los Birongueros, pero que anteriormente tuvieron sus verdaderas precursoras en cuanto a los preparativos, por decir, tuvieron sus nombres en el oficio. 
Las viviendas de sus pobladores representó las construcciones en trabajo mancomunado, estos tenían sus técnicas en cuanto a sus estructuras en la forma de hacerlas, por sus techos, paredes, sus pisos y fases finales. Birongo fue un pueblo que se organizó, por lo que en el año de 1948 se formó el Sindicato Agrario, en 1960 los intentos de la primera junta pro-mejoras; y que para el mismo año se crea la organización de la liga agraria. En 1963 se realizan las actividades del comité prodefensa de Pueblo Nuevo; 1972 el hecho de la segunda junta promejoras. 1973 Se organizó el Club cultural y deportivo de Birongo, y luego en 1977 ya a finales surge el comité por la unidad y defensa de los derechos de Birongo, y luego surgirían nuevamente los despojos de los recursos de los Birongueros, en donde a raíz de las consecuencias surgen las nuevas Asociaciones de Vecinos, con la finalidad a fin a cabo hacia una integración regional, y luego en donde más adelante llega el auge de la unidad cultural, como raíces de Pueblo Nuevo – Birongo.
Aparece para los lectores de la población el periódico “El Bironguero” como un aliado. Los caminos de Birongo representaron algunas penurias y solidaridades después de todo, existieron lo que fueron anteriormente como los callejones, que eran una especie de infierno inevitable, sus vías de comunicación hacia Curiepe, era la importancia de los caminos con Birongo – Curiepe, por lo que hubo arreos y aperos, así sus organizaciones y solidaridad siempre fue a lo largo de sus caminos, y siempre hubo o hay la amistad entre Birongo – Capaya. 
La siembra en los conucos representó por lo general sabiduría interactiva, se tenía técnicas como las cabañuelas que fueron unos procedimientos antiguo para controlar el tiempo, y de la mano con la Sabiduría natural; los inviernos, su norte, junto con los veranos, y que cada paso se contaban con las herramientas pero que durante los inicios las cosas ya eran muy diferentes, y que la siembra del Cacao, junto con su recolección, representaron dando origen por un medio de subsistencia como lo fue hacia la madera de aquellos campos, así se aserró hasta lo necesario, y lo que se generó el gran transporte por el propio río, y que a pesar de todo la vida siguió igual, pero en cuanto a los precios, las muchas de las remuneraciones y de sus propios costos; así que existió desde aquel entonces el milagro que se negó a morir, en referencia a la curiosa historia del Cristo aparecido de Birongo, por lo que a todo a aquello generaría la discrepancia por los sacerdotes del pueblo, y con la reacción de la comunidad y luego el Cristo desaparece.

## Velorios Cruz de Mayo

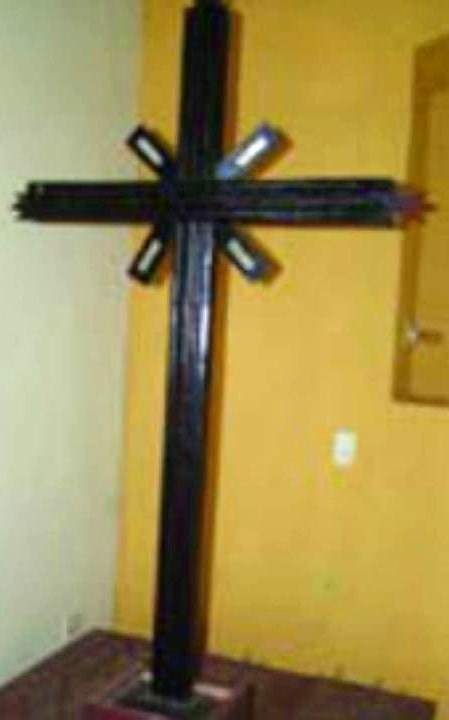
Cruz de Pueblo Nuevo

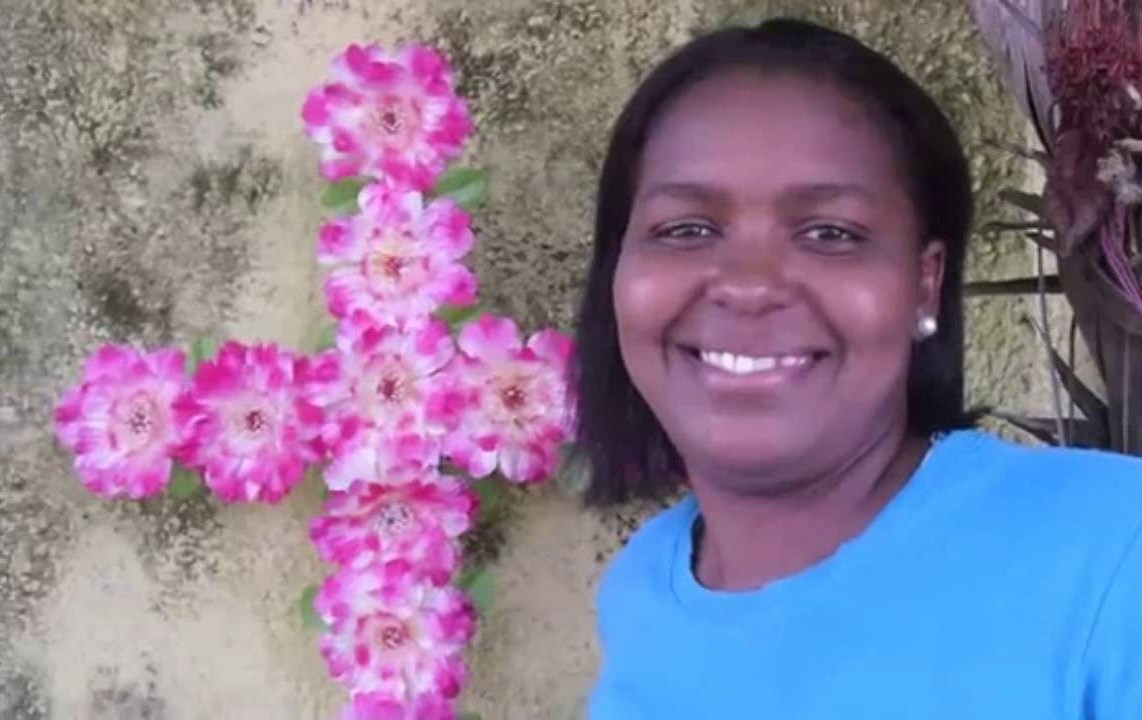
Cruz de Mayo, Devoción por las fiestas de Velorios Cruz de Mayo

Bironguera miembro del emprendimiento de la chocolatera “Flor de Birongo” En la imagen derecha, un vestigio en demostración por las fiestas de los “Velorios de la Cruz de Mayo”, celebración que se viene realizando todos los 3 de mayo de cada año.
La Cruz de Pueblo Nuevo, es una estampa religiosa en imagen colección de la iglesia frente a la plaza de Pueblo Nuevo, que representa la “Santísima Cruz” para los pobladores, es de origen español como reliquia en cofradía de los creyentes a la Vera Cruz Lignum Crucis o madero de la Cruz, en donde en su centro se le integra un madero más pero en forma equis, que según la leyenda bíblica o hechos por los romanos que fue para crucificar a Jesús de Nazaret nacido en Belén, por lo que la cruz tiene forma del astro o estrella de Belén, tradición por los cristianos.

## El Niño Jesús de Birongo
De la misma manera surgen también las tradiciones culturales por el mismo Niño Jesús de Birongo, por lo que representa una verdadera Tradición con política, pero que a la final sería las fiestas para con los niños. 
Un acontecimiento verídico en el sector de Pueblo Nuevo que se viene realizando, consiste en sacar la imagen del Niño Jesús a mecerlo por todas las calles de la cumbe, mientras que la imagen se encuentra dentro de una cuna de madera en forma de caja, por lo que se le puede ver a través de unos cristales, y todo muy herméticamente bien protegida la imagen de Reliquia, junto a sus innumerables ofrendas e insignias bien sea en medallas, medallones y cintas de los diferentes colores de las diferentes familias. 